# 183 (število)
183 (stó triinósemdeset) je naravno število, za katero velja 183 = 182 + 1 = 184 - 1.